# 小早川正昭
小早川 正昭（こばやかわ まさあき、1944年12月13日 - ）は、日本の男性アナウンサー、タレント、声優、ナレーター。あどりぶを経て、オールウェーブ・アソシエイツ所属。

## 来歴・人物
広島県出身。1968年に慶應義塾大学卒業後、日本テレビ入社。同期に、芦沢俊美、阿部江美子、元・参議院議員の真山勇一などがいる。
日本テレビのアナウンサーとして、主にプロ野球、ボウリング等の実況も担当。
1972年フリーとなり、「テレビ三面記事 ウィークエンダー」にもナレーターとして出演。実況風の「新聞によりますと……」の早口な語り口でお茶の間の人気を博す。プロ野球中継の実況（日本テレビ系、主に読売ジャイアンツの試合の実況を担当し、テレビ埼玉でも、埼玉西武ライオンズの試合のナイター中継の実況も担当。1990年頃に勇退）の傍ら、他の局の番組のナレーターとして番組に出演。シリアスで淡々とした口調が特徴。2008年からあどりぶ（ナレーター）に所属。その後、オールウェーブ・アソシエイツに移籍。

## 出演番組

### 日本テレビ時代
- テレビ三面記事 ウィークエンダー（2005年から大晦日に放送の「ピン子のウィークエンダーリターンズ」にも声の出演）
- プロ野球中継実況（主に読売ジャイアンツ戦。フリー転向後も1990年頃まで担当）
- NTV紅白歌のベストテン

### フリー転向後

#### テレビ番組
- 雑居時代 第11話「愛に充ちた家庭とは」（1973年、日本テレビ / ユニオン映画） - 競馬中継アナウンサー
- TVSライオンズアワー（テレビ埼玉、実況）
- TVSヒットナイター（テレビ埼玉、実況）
- ひらけ!ポンキッキ（フジテレビ、相撲実況）
- マネー情報（テレビ東京、キャスター）
- 全日本女子プロレス中継（フジテレビ、リングサイドレポーター）
- 気まぐれ本格派 第19話「江戸ッ子スター大興奮」（1978年、日本テレビ）- テレビ番組の司会者
- 大捜査線 第27話「我が子よ」（1980年、フジテレビ）
- Nスタ（TBS系）

※以下、ナレーション
- 奇跡の扉 TVのチカラ（テレビ朝日系）
- 石坂浩二のスーパーアイ（TBS系、後期）
- 中村敦夫の地球発22時 → 地球発19時（毎日放送制作・TBS系）
- 巨大魚を追え!ニッポンの凄腕漁師（テレビ東京）
- ブロードキャスター（TBS）日テレ時代の先輩の福留功男と共演。
- 報道発 ドキュメンタリ宣言（テレビ朝日系）番宣のナレーション（不定期で本編ナレーションも担当）
- カメラが捉えた決定的瞬間（世界の決定的瞬間）（日本テレビ）

#### テレビアニメ
- ルパン三世 (TV第2シリーズ)（1978年）
- 巨人の星【特別篇】 猛虎 花形満（2002年、ナレーション）

#### CM
- 日本文化センター（キャスター）

#### 交通機関
- 帝都高速度交通営団、東京メトロ（列車接近放送）